# Rafał Korc
Rafał Korc (ur. 9 marca 1982 w Warszawie) – polski niepełnosprawny lekkoatleta, specjalizujący się w biegach średniodystanowych. Brązowy medalista Igrzysk Paraolimpijskich w Londynie, mistrz świata i Europy, rekordzista świata w biegu na 1500 m. Zawodnik klubu Start Otwock.
Startuje w kategorii niepełnosprawności T20 (sportowcy niepełnosprawni intelektualnie). Pierwsze sukcesy na imprezach rangi mistrzowskiej odniósł w 2001 w Espinho, gdzie na Halowych Mistrzostwach Świata INAS zdobył złoty medal na 1500 m. W 2003 na Mistrzostwach Świata w Tunisie pobił rekord świata. W 2005 zrezygnował ze sportu. Powrócił do startów w 2010. Po powrocie zdobywał złote medale na Mistrzostwach Świata w Imperii, Mistrzostwach Świata w biegach przełajowych w Brescie i dwa miesiące przed Igrzyskami na Mistrzostwach Europy w Staadskanaal. W Londynie debiutował na Igrzyskach Paraolimpijskich. W olimpijskim finale osiągnął wynik 3:59.53 przegrywając z Irańczykiem Peymanem Nasirim Bazanjanim oraz z Danielem Pekiem.
W 2012 wyróżniony medalem Pro Masovia.